# 岩見澤車站
岩見澤車站（日语：／ Iwamizawa eki */?）是一由北海道旅客鐵道（JR北海道）所經營的鐵路車站，位於日本北海道岩見澤市有明町，是JR北海道函館本線沿線較為重要的車站之一，也是室蘭本線的終點站（其所屬線為函館本線）。岩見澤車站屬於JR北海道本社（札幌總部）的直轄範圍，為岩見澤市的主車站。途經本站的各級特急與快速列車，皆有在本站停車。

## 簡介
1884年啟用的岩見澤車站是北海道境內最古老的鐵路系統——幌內鐵道的主要車站（幌內鐵道於1882年開始營運）。以本站為中心，幌內鐵道陸續往室蘭與砂川方向擴展其鐵路網，擁有廣大的鐵路網。之後日本政府根據鐵道國有法收購其路線系統，其中小樽至岩見澤間的路線成為日後函館本線的主幹，而其餘部分則成為幌內線（已廢線）與室蘭本線。二戰之後，由於北海道地區大幅成長的貨運需求，岩見澤一度擁有日本東半最大的調車場。雖然今日幌內線與萬字線皆已廢線，但其路軌拆除之後騰出的廣大用地成為公車總站的設立處，集結了大量往返於岩見澤與周圍市町村的路線公車，仍然是非常重要的交通要衝。
2000年（平成12年）12月10日，岩見澤車站於1933年時啟用的第三代站房因為電線走火而完全焚燬，之後就一直使用緊急以預鑄工法搭蓋的臨時站房在營運。之後，在JR北海道與岩見澤市政府的運作之下，岩見澤車站成為日本國內第一個採用公開比稿方式決定建築設計的範例，由建築師西村浩拿下設計案。採整體複合設計的岩見澤車站新站房，最後是在2009年3月30日全面啟用，其嶄新又不失地方特色的造型，獲得了包括2009年優良設計賞（グッドデザイン賞，又稱為G-Mark賞）在內的許多國內外獎項。

## 車站構造
岩見澤車站內設置有一座側式與兩座島式月台，共五條乘車線。

### 月台配置
| 月台 | 路線      | 方向      | 目的地                     | 備註           |
| ---- | --------- | --------- | -------------------------- | -------------- |
| 1    | ■函館本線 | 上行      | 江別、札幌、手稻、小樽方向 |                |
| 1    | ■室蘭本線 | ■室蘭本線 | 苫小牧方向                 |                |
| 3    | ■函館本線 | 上行      | 江別、札幌、手稻、小樽方向 |                |
| 3    | ■函館本線 | 下行      | 瀧川、旭川方向             |                |
| 3    | ■室蘭本線 | ■室蘭本線 | 苫小牧方向                 |                |
| 4    | ■函館本線 | 上行      | 札幌、新千歲機場方向       | 主要為特急列車 |
| 6    | ■函館本線 | 下行      | 旭川、稚內、網走方向       | 主要為特急列車 |
| 7    | ■函館本線 | 上行      | 江別、札幌、手稻、小樽方向 |                |
| 7    | ■函館本線 | 下行      | 瀧川、旭川方向             |                |

除了上述乘車線之外，站內還設有兩條沒有月台的路線，分別是作為貨運列車起訖使用的2號線，與夜間停放車輛用的5號線。
由於岩見澤是輓曳賽馬的舉辦地，在車站的3、4號線所在的那個島式月台上，可以看到一座「馬場像」（ばんばの像，也就是拖著橇的賽馬像）。

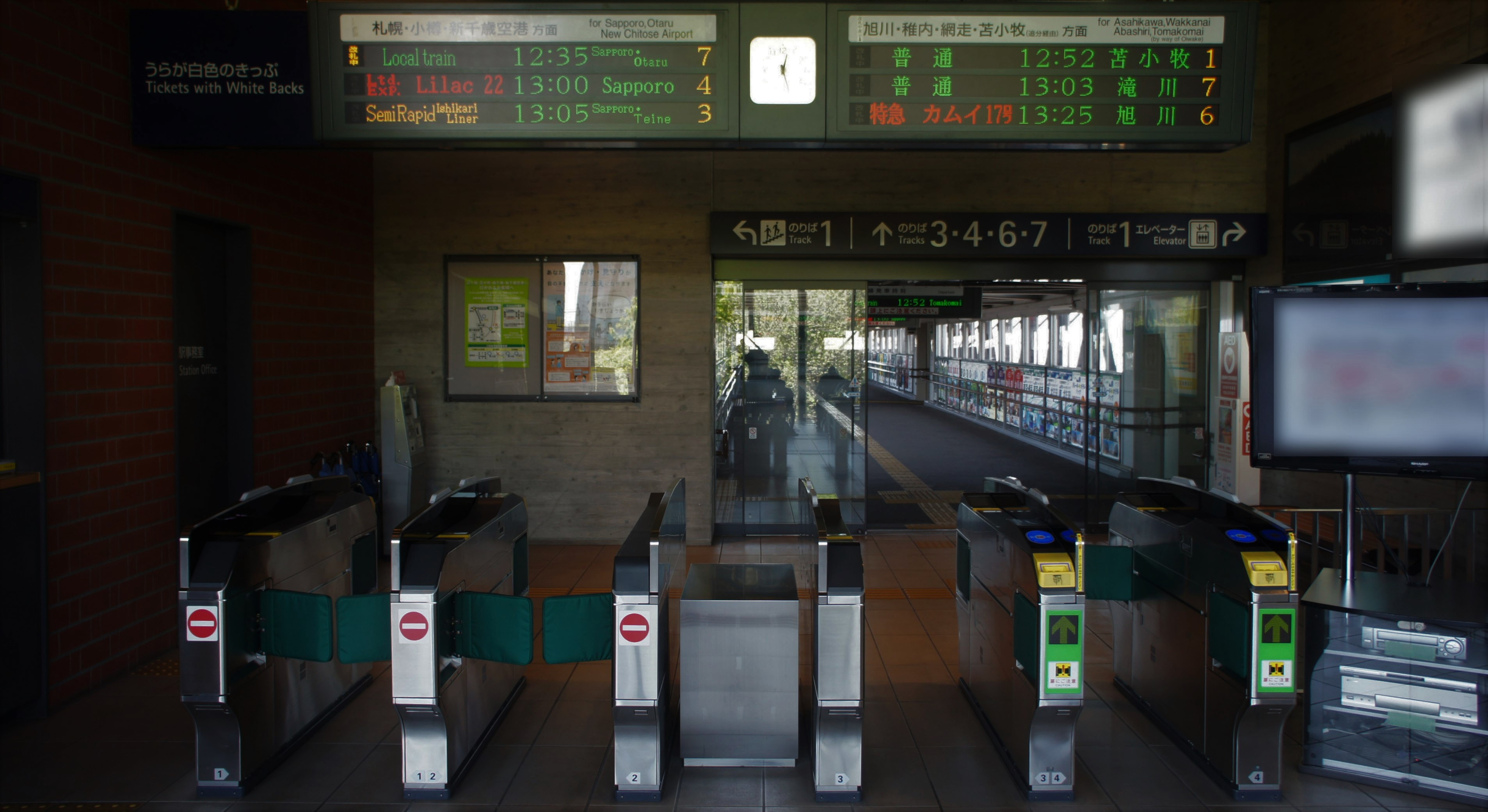
檢票口（2018年5月）

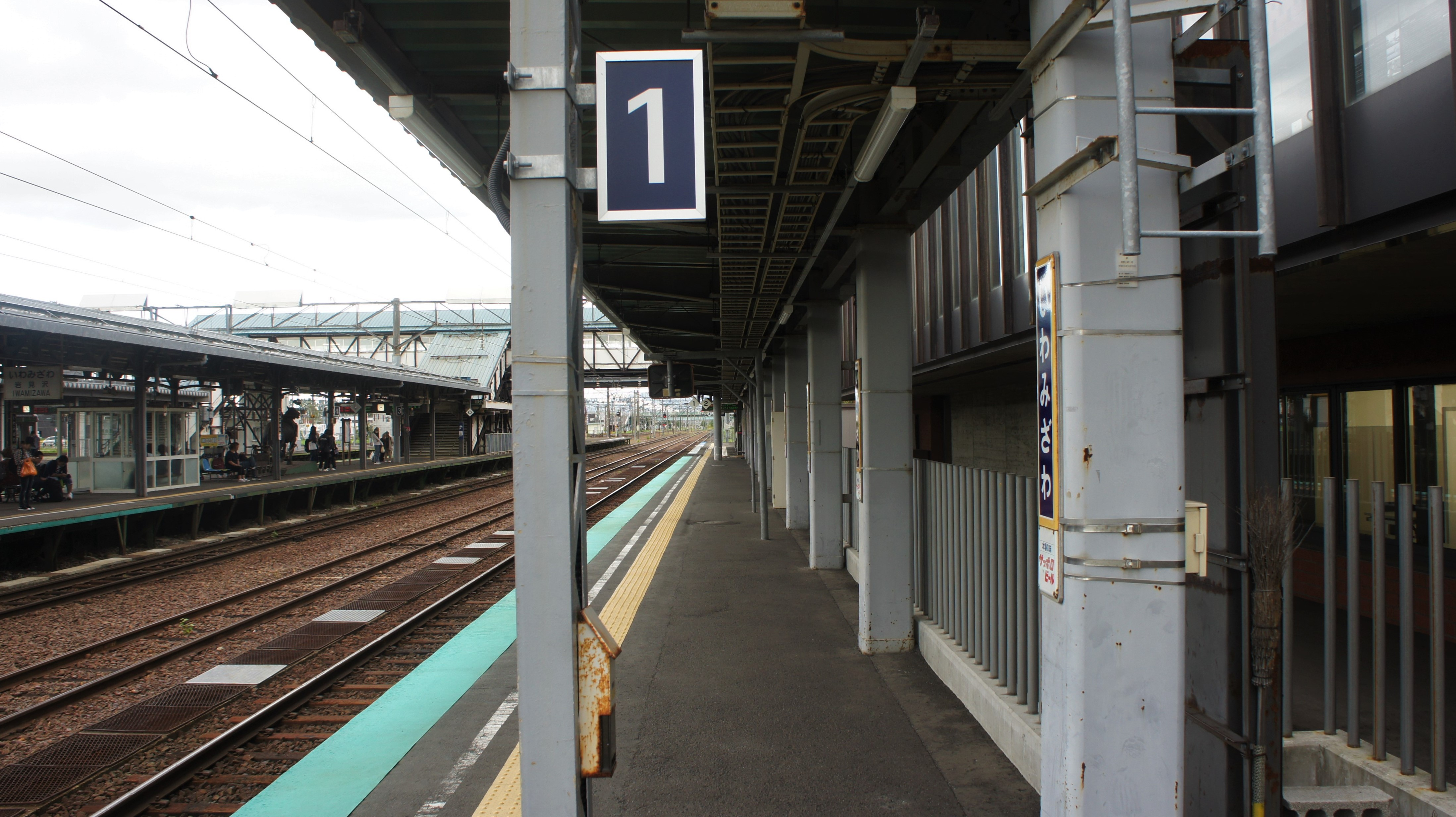
1號月台（2018年9月）

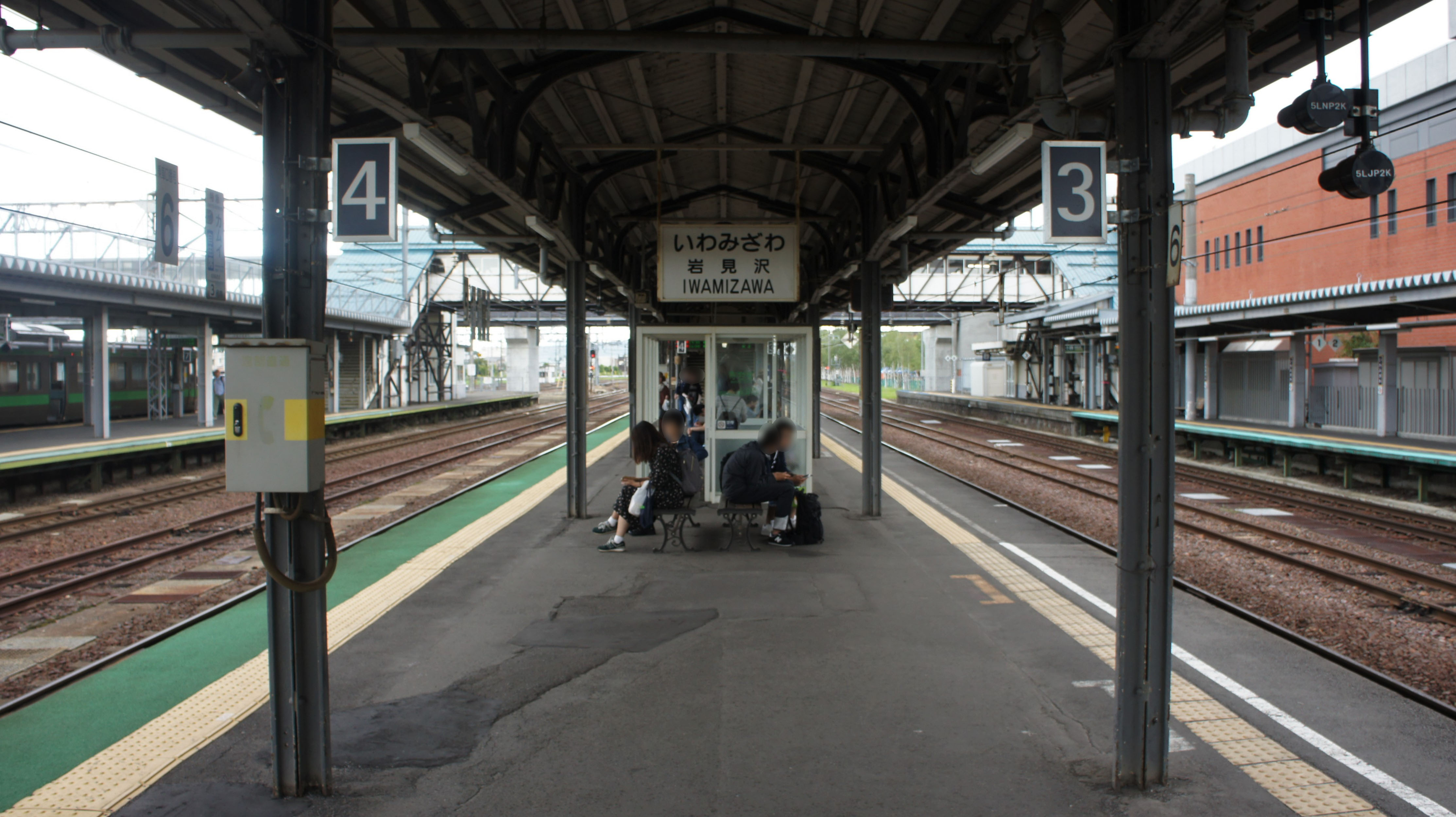
3號與4號月台（2018年9月）

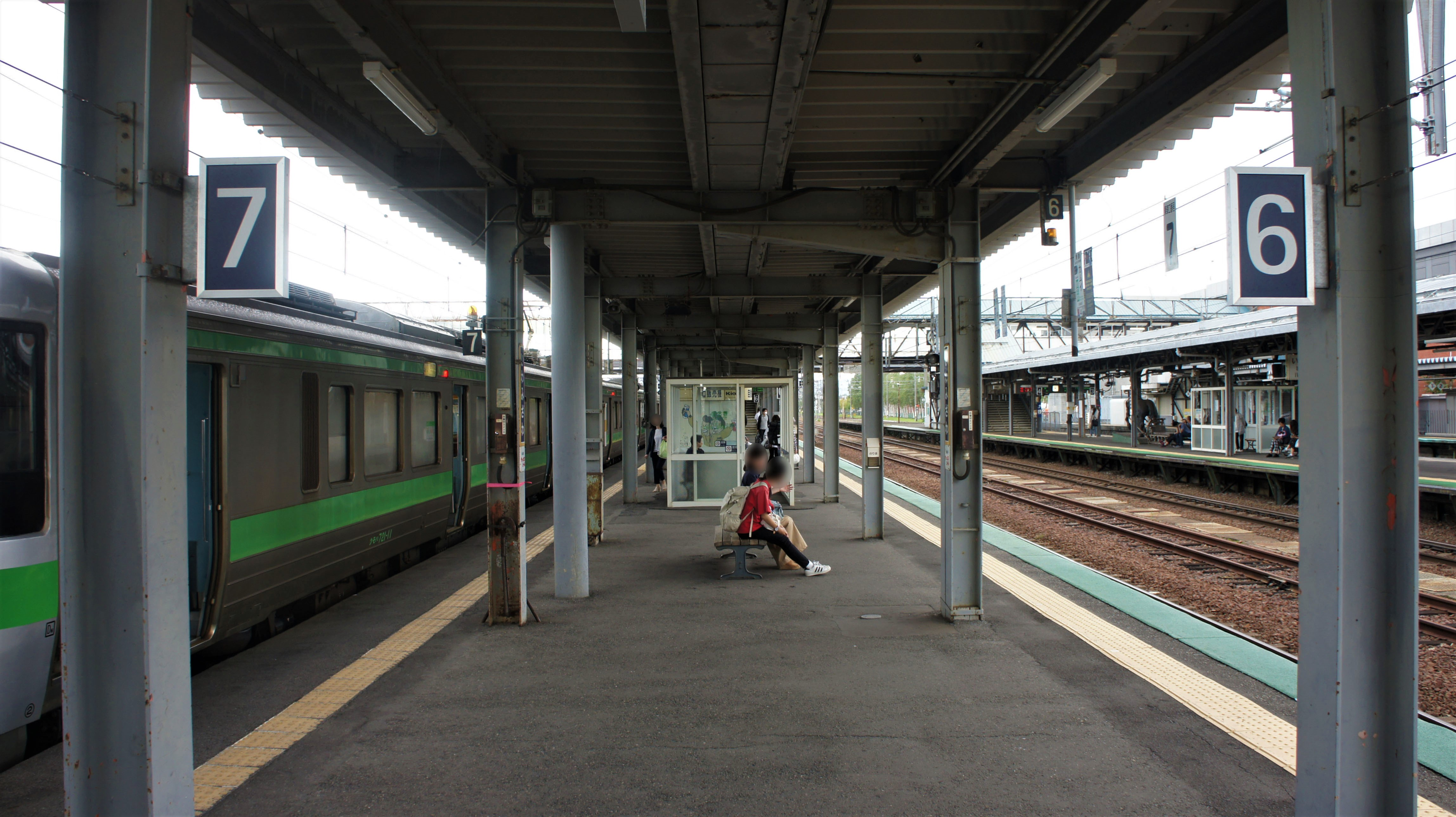
6號與7號月台（2018年9月）

## 相鄰車站
特急列車的停靠站參見各列車條目。
北海道旅客鉄道（JR北海道）
■函館本線
區間快速「石狩Liner」、普通
上幌向（A12）－岩見澤（A13）－峰延（A14）
■ 室蘭本線
志文－岩見澤（A13）

### 曾經存在的路線
北海道旅客鐵道（JR北海道）
幌內線
岩見澤－榮町